# Banzumana Sissoko
Banzumana Sissoko o Bazoumana Sissoko (Kôni, comuna de Barouéli, hacia 1890 - Bamako, 29 de diciembre de 1987) fue un cantante y griot maliense. Era conocido como el “Vieux Lion” o “el griot de griots".

## Trayectoria
Nació en Koni, en la comuna de Barouéli, en el antiguo Imperio de Bamana, el día de la toma de Segú, la gran ciudad de los bambaras, por Louis Archinard, el 6 de abril de 1890. Pertenecía a una gran familia griot y su abuelo, Djeli Baba Sissoko, era un griot muy respetado. Era ciego de nacimiento y superdotado. Aprendió solo a tocar el n'goni, su instrumento favorito y del que se le considera un virtuoso.
Bazoumana es el autor de la música del himno nacional de Malí(Pour l'Afrique et pour toi, Mali) cuya letra escribió Seydou Badian Kouyaté. Bazoumana fue un testigo privilegiado de la historia contemporánea de Malí. Durante la I República (1960-1968), dedicó al joven Estado de Malí canciones patrióticas como Malí, que incitaban a reconstruir la nación y destacaban la honradez y la integridad de los dirigentes del país. No era raro escuchar la voz del Viejo León durante los eventos oficiales y sirvió de referencia para la mayoría de los músicos. El estilo musical de Bazoumana Sissoko se llama janjon. Es característico de la región de Segú. Los temas que aborda son principalmente las leyendas del antiguo reino Bambara de Segú o del Imperio de Mali. Entre estas últimas podemos citar la leyenda de Da Monzon Diarra o la de Soundiata Keïta con títulos como Janjon, Da Monzon, Maliba, Poi, Bakari Jan, Tara o Maki. A diferencia de otros griots que alaban a los ricos, Bazoumana prefirió rendir homenaje a los grandes hombres de la historia de Malí.
Bajo el régimen militar, Bazoumana no hizo música. Todos sus grandes éxitos son anteriores a este periodo, durante el cual sólo actuó en contadas ocasiones. No vivió para ver el final de la dictadura militar de Moussa Traoré ya que falleció el 29 de diciembre de 1987. Su n'goni, a través del cual magnificó el janjon, es hoy una de las piezas emblemáticas del Museo Nacional de Malí. Bassekou Kouyaté, su nieto, también toca n'goni.

## Citas
- En mi época, las raíces de una persona siempre determinaban la calidad del hombre.[6]
- La dignidad es la esencia de todas las virtudes.

## Discografía
- 1971: Le Vieux Lion I et Le Vieux Lion II[7][8]